# Звуци трубе са Тимока
Звуци трубе са Тимока је традиционална културно-уметничка и гастрономска манифестација која се одржава у Књажевцу, на платоу испред Дома културе. Посетиоци манифестације имају прилику да уживају у извођењу традиционалних и модерних композиција.
Тимочка долина је од давнина позната по бројним „виртуозима” на труби, тако да је Књажевац и манифестације једно од десет   предтакмичења за Драгачевски сабор у Гучи.
Манифестација обухвата низ дешавања: такмичење трубачких оркестара, ревију возила Удружења љубитеља старовремских возила Kњажевац, базар најквалитетнијих локалних производа, презентацију рибљих и ловачких специјалитета и богат културно уметнички програм. Централни догађај манифестације је наступ блех оркестара како из Kњажевца тако и из Србије и суседне Бугарске. Овај догађај је идеална прилика да само током једног дана сагледате раскош потенцијала којима општина Kњажевац располаже.